# Cadlina rumia
Cadlina rumia is een slakkensoort uit de familie van de Cadlinidae. De wetenschappelijke naam van de soort werd voor het eerst geldig gepubliceerd in 1955 door Er. Marcus.